# Cyclophora carolina
Cyclophora carolina är en fjärilsart som beskrevs av Jones 1921. Cyclophora carolina ingår i släktet Cyclophora och familjen mätare. Inga underarter finns listade i Catalogue of Life.